# Wisdom EP
Wisdom je první EP maďarské power metalové kapely Wisdom. Album vypráví příběh fiktivní postavy, maskota kapely, zvaného Wiseman.

## Příběh
Na každém albu skupiny pokračuje příběh maskota Wisemana jakožto koncept celého alba:
"Temné a bezútěšné časy prostupovaly zeměmi říše, kde se ještě nedávno zdála spravedlnost a svoboda býti nezlomnou. Zlé síly se chopily moci a jejich podlým cílem bylo očarovat nevinné lidi, aby je mohly kontrolovat, jak jen se jim zachce. Nejprve se však pouze pokrytecká stvoření stala objekty uchvatitelů, ale jejich vytrvalá zrada shořela tak mocným plamenem, že se téměř všechny smrtelné bytosti zanedlouho poddaly. Knihy, jež byly prohlášeny za prostředky ďábelské síly a vše, co podporovalo ducha starých hrdinských časů, bylo spáleno na hranici. Ti, kteří dokázali prohlédnout očarování, stejně tak dlouho mučení lidé, byli odsouzeni k trestu smrti. Jeden starý moudrý muž byl tehdy odsouzen k svému osudu, připoutaný na místo řetězy. Aby nemohl říkat pravdu ve svých posledních hodinách před popravou, byl mu na ústa strašlivou kletbou připevněn tepaný zámek, vyrobený ze železa. Nikdo neznal jeho jméno ani původ, říkalo se mu tedy jednoduše Wiseman. Nakonec se mu však podařilo zázračně, či snad díky boží vůli, uniknout z jeho uvěznění a zachránit knihu vědění, zvanou Words Of Wisdom (Slova moudrosti)" – první část příběhu

(převzato z Wisdom, překlad z bookletu alba)

## Seznam písní
1. Fate
2. King of Death
3. Strain of Madness
4. Evil Disguise[1]

## Obsazení
- István Nachladal – zpěv
- Gábor Kovács – kytara
- Zsolt Galambos – kytara
- Máté Molnár – basová kytara
- Csaba Czébely – bicí[2]

## Přispěvatelé (další osoby)
- Schrott Péter (zpěv)
- Regenye Zoltán (mastering)
- Havancsák Gyula (grafika obalu)
- Kovács Gábor (multimédia)
- Horváth András (videoklip)
- Tóth András (video animace)

## Bonusy
1. Videoklip k písni Strain of Madness
2. Multimédia